# Joninių slėnis

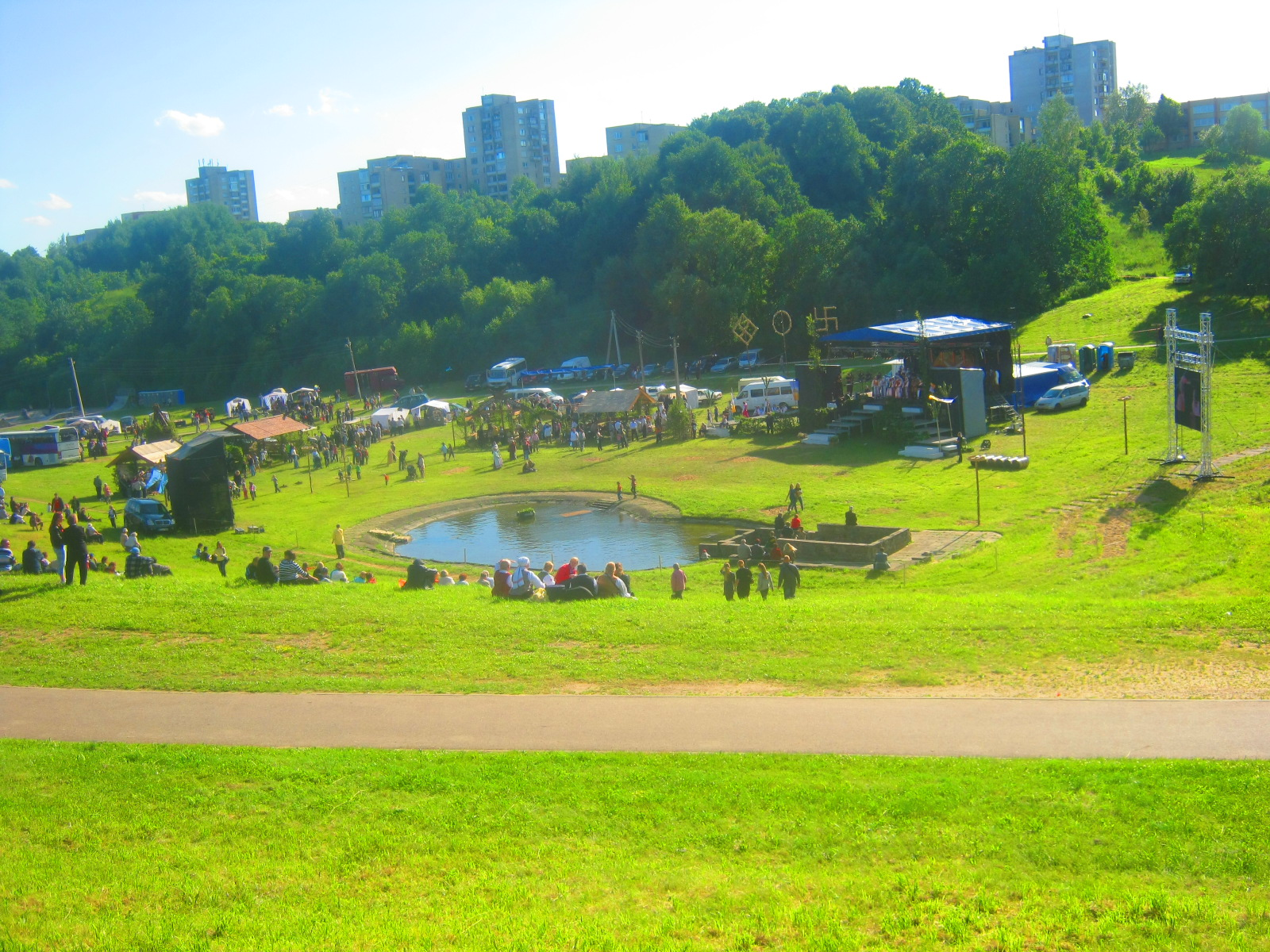
Johannistag 2012

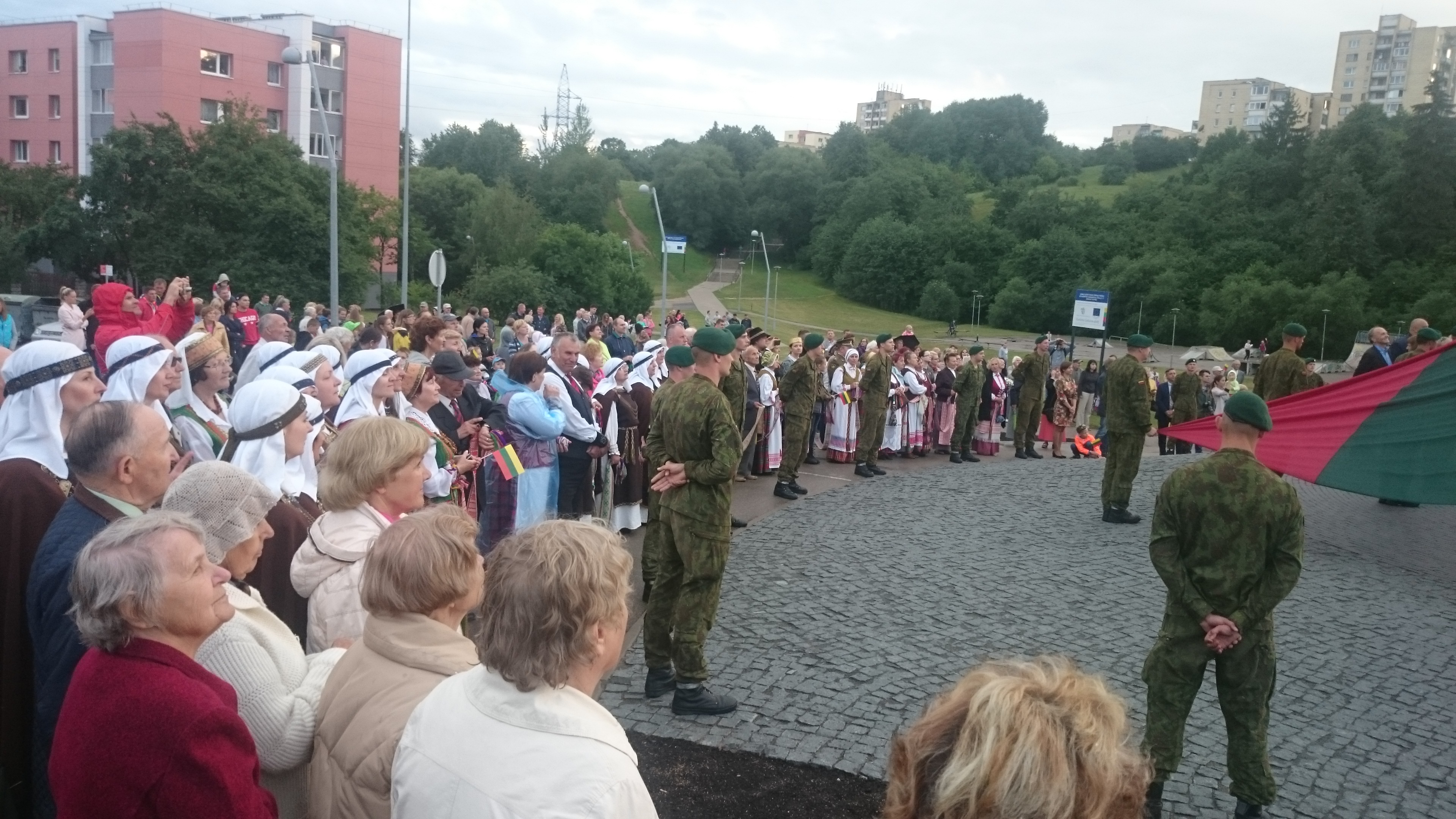
Staatstag-Feiern am 6. Juli 2016

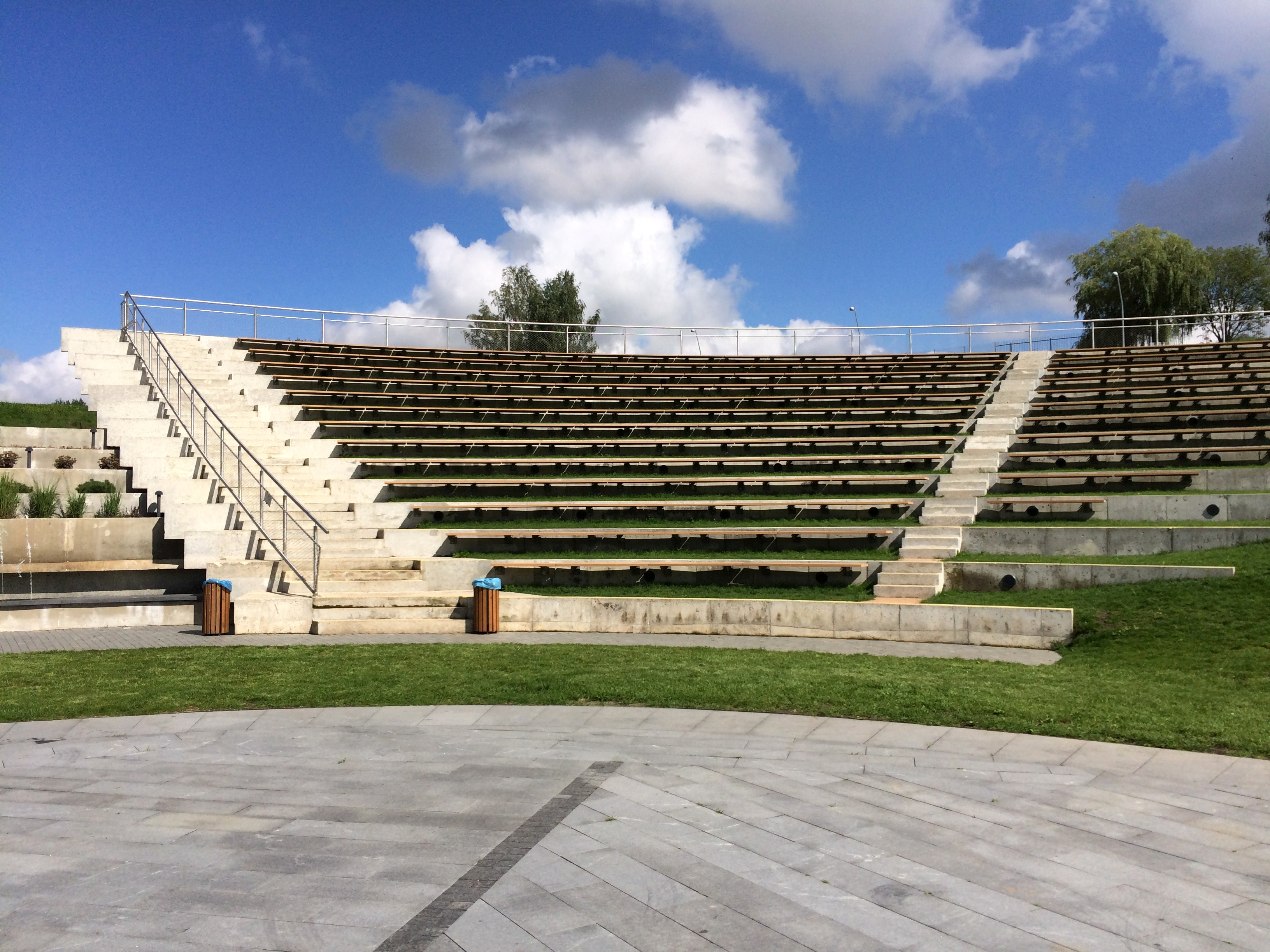
Amphitheater Jonava

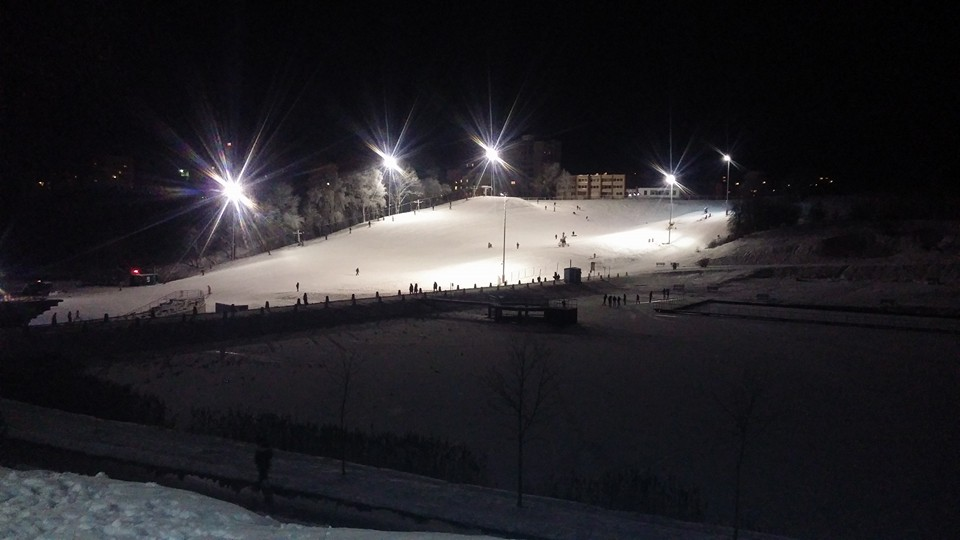
Wintersportzentrum

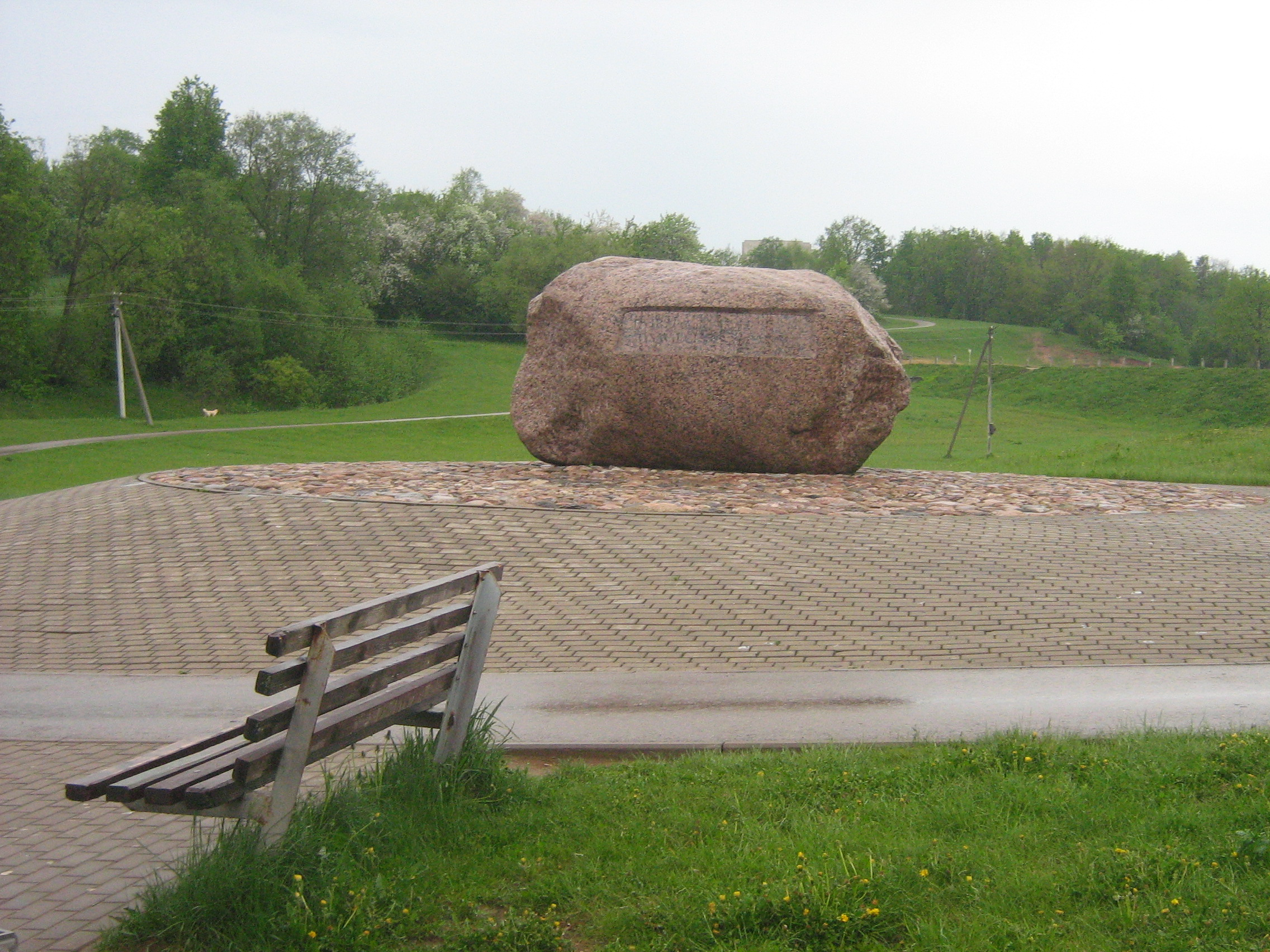
Stein von AB Achema

Joninių slėnis (Joninės-Tal, dt. 'Johannistag-Tal') ist ein Durchbruchstal des Flusses Varnaka in der litauischen Mittelstadt Jonava im Bezirk Kaunas, zwischen dem Stadtteil Rimkai, dem Krankenhaus Jonava, Jonavos Arena, Jüdischen Friedhof Jonava und Zentralstadion Jonava.

## Bauten und Einrichtungen
Für die Urbanisierung des Tals wurden viele Projekte verwirklicht, insbesondere mit der finanziellen  Unterstützung von Europäischer Fonds für regionale Entwicklung der Europäischen Union aufgrund der EU-Regionalpolitik in Litauen.
Im Tal gibt es einen eingerichteten Springbrunnen, eine Veranstaltungsbühne mit einem Amphitheater, gebaut von 2012 bis 2015. Hier befindet sich auch das Wintersportzentrum Jonava mit einer Schilaufstrecke und einem Aufzug zum Rimkai-Hügel.

## Kulturelle Bedeutung
Das Tal ist ein Ort für die Erholung, Kinder-, Jugendfreizeitaktivitäten in der Sommer- und Winterzeit. Es ist auch national bekannt als eine Stätte für zahlreiche lokale, regionale und sogar internationale Veranstaltungen, verschiedene Festivale (zum Beispiel, Chorfestival „Ewiges Liedeslicht“, „Sommer in Jonava“, Kaunasser „Musikfestival Pažaislis“, nicht-traditioneller Folklore-Festival „Rasa Lylio“ etc.).
Im Tal wird jedes Jahr der Johannistag mit einem Jahrmarkt, Tagesattraktionen und der abschließenden theatralischen Abends- und Nachtfeier organisiert.